# Deltocephalus jaraxus
Deltocephalus jaraxus är en insektsart som beskrevs av Kramer 1965. Deltocephalus jaraxus ingår i släktet Deltocephalus och familjen dvärgstritar. Inga underarter finns listade i Catalogue of Life.